# Lachesis stenophrys
Lachesis stenophrys là một loài rắn trong họ Rắn lục. Loài này được Cope mô tả khoa học đầu tiên năm 1876.

## Hình ảnh

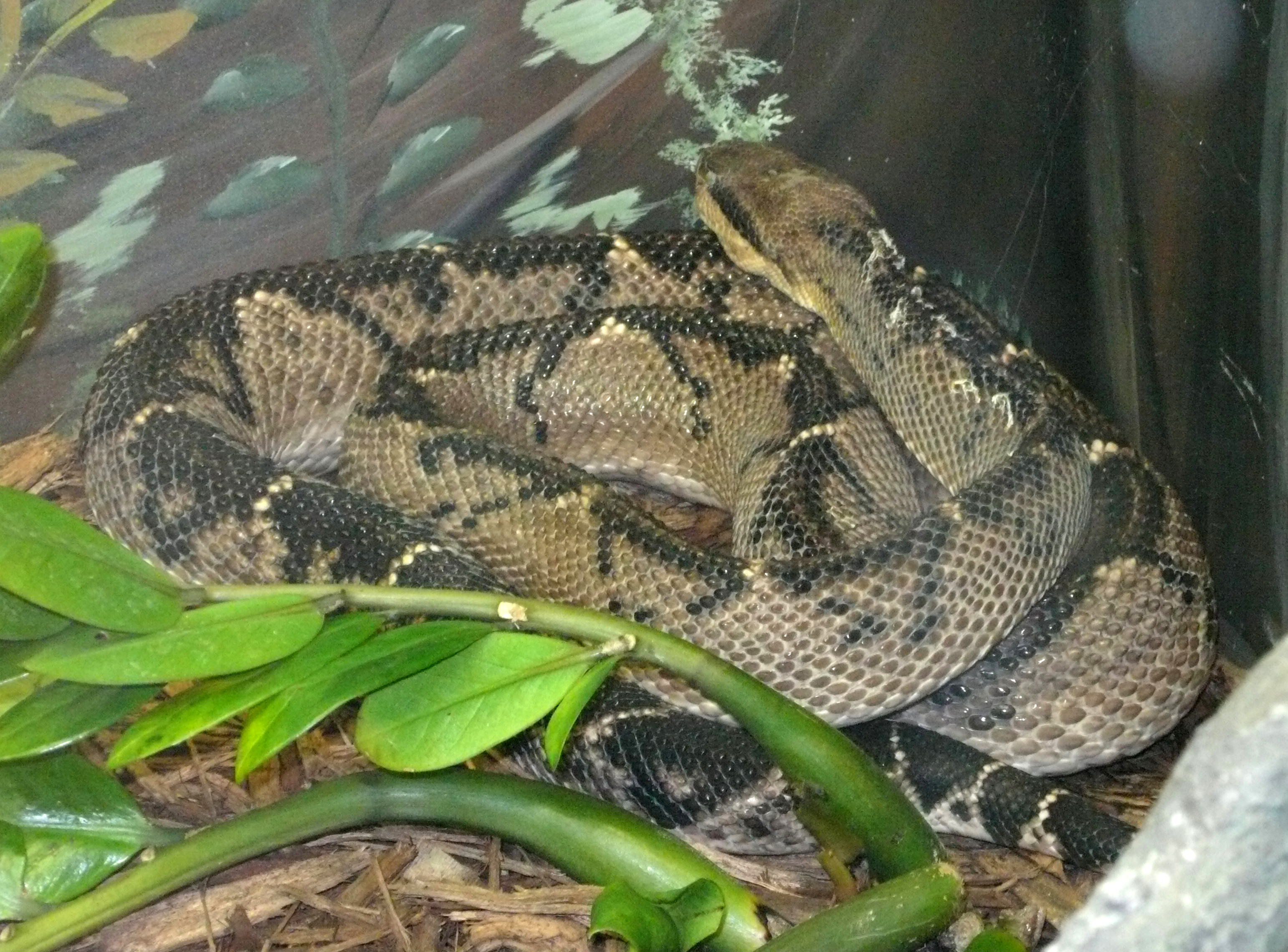
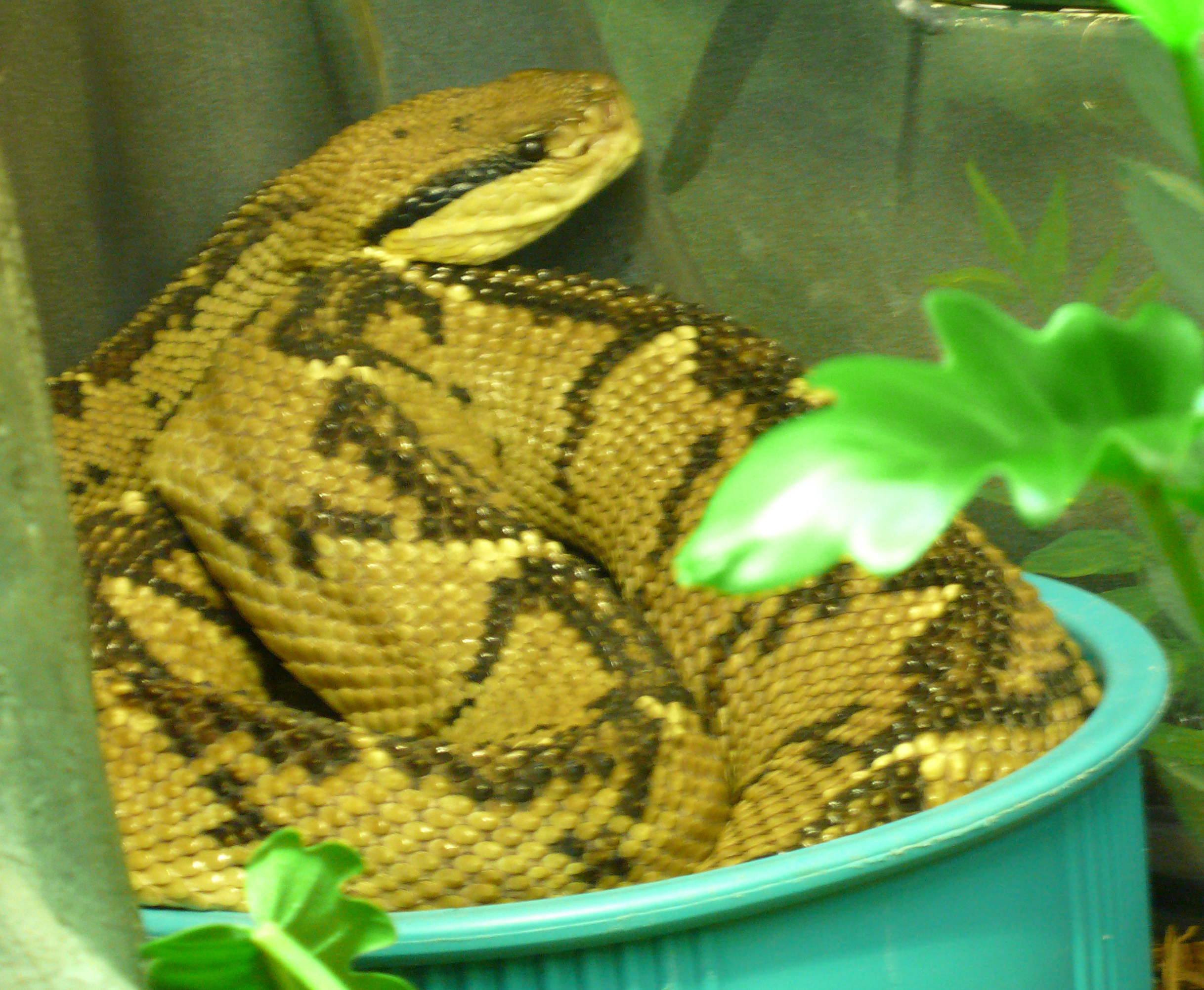
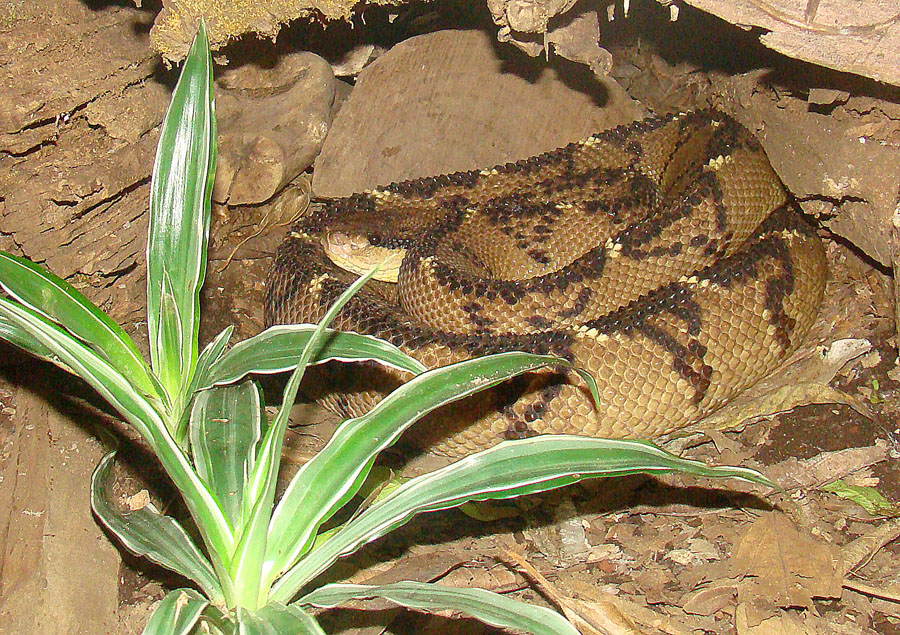